# Verklaring van vrijstelling
Een verklaring van vrijstelling (pilot exemption certificate, afgekort PEC) is een certificaat dat wordt uitgereikt aan een kapitein, of in bepaalde landen ook aan een eerste officier, die op regelmatige basis met één bepaald schip een haven aandoet en daardoor niet meer verplicht is voor die bepaalde haven een loods aan boord te nemen.

## Algemene informatie
In België wordt het certificaat uitgereikt door de afdeling Scheepvaartbegeleiding in samenwerking met DAB loodswezen. De verkregen vrijstelling is gebonden aan één bepaald traject van en naar een haven en aan één bepaald schip. Soms is een verklaring van vrijstelling ook geldig voor zusterschepen van het schip waartoe de vrijstelling behoort.
Om in aanmerking te komen voor een verklaring van vrijstelling moet men een aanvraag indienen, in het bezit zijn van een kapiteinsbrevet en slagen in het examen. Het examen dat men aflegt om een verklaring van vrijstelling te verkrijgen in Belgische havens bestaat uit een theoretisch en een praktisch gedeelte. De theoretische kennis wordt mondeling getoetst door een examencommissie, de praktische kennis wordt beoordeeld tijdens een aantal proefvaarten van en naar de haven in kwestie.
Dergelijk certificaat heeft een geldigheid van twaalf maanden en het wordt automatisch verlengd indien men binnen de twaalf maanden meer dan 24 afvaarten en 24 aanlopen heeft gedaan.

## Voor- en nadelen
Voor schepen die regelmatig een bepaalde haven (ro-ro schepen, ferry’s enz.) aandoen is dit op financieel gebied een enorm voordeel daar zij geen loodsgelden meer moeten betalen. Schepen die niet verplicht zijn een loods aan boord te nemen winnen tijd en dus ook geld.
Het grootste nadeel is dat loodsen meestal van schip tot schip communiceren in hun eigen taal, wat elke loods in staat stelt de communicatie te volgen. Een schip met een PEC waarvan de bemanning de gesproken taal van het land waar het PEC geldig is niet spreekt is ook niet in staat de communicatie tussen de loodsen te volgen, wat nadelige gevolgen voor de navigatie kan hebben.